# Altenholte
Altenholte, früher auch Holte, ist eine Hofschaft in Hückeswagen im Oberbergischen Kreis im Regierungsbezirk Köln in Nordrhein-Westfalen (Deutschland). Altenholte weist eine kleinteilige, bäuerliche Siedlungsstruktur mit etlichen Nutzgärten und alten Hausbäumen auf. Einige Fachwerkhäuser bezeugen die alte Bausubstanz des Ortes. Auf den umliegenden Weiden wird Schafszucht und Gänsehaltung betrieben. Das Fachwerkhaus an der K5 bietet Freilandeier und Schafsfelle zum Verkauf an. 

## Lage und Verkehrsanbindung
Altenholte liegt an der Kreisstraße K5 im südlichen Hückeswagen an der Grenze zu Wipperfürth. Nachbarorte sind Neuenholte, Sohl, Grünestraße, Röttgen, Posthäuschen und Wipperfürth-Elbertzhagen.
Die Hofschaft liegt auf der Wasserscheide zwischen Wupper und Dhünn.

## Geschichte
1374 wurde der Ort zum ersten Mal urkundlich erwähnt: „Das Kölner St. Ursulastift hat Einkünfte u. a. aus dem Hofe zo me Holtze im Kirchspiel Hückeswagen“. Schreibweise der Erstnennung: zo me Holtze
Im 18. Jahrhundert gehörte der Ort zum bergischen Amt Bornefeld-Hückeswagen. 1815/16 lebten 42 Einwohner im Ort. 1832 gehörte Altenholte unter dem Namen Holte der Großen Honschaft an, die ein Teil der Hückeswagener Außenbürgerschaft innerhalb der Bürgermeisterei Hückeswagen war. Der laut der Statistik und Topographie des Regierungsbezirks Düsseldorf als Weiler kategorisierte Ort besaß zu dieser Zeit fünf Wohnhäuser und zehn landwirtschaftliche Gebäude. Zu dieser Zeit lebten 57 Einwohner im Ort, fünf katholischen und 52 evangelischen Glaubens.
Nach der Gründung des benachbarten Neuenholte in der zweiten Hälfte des 19. Jahrhunderts wurde der Ort in Altenholte umbenannt.
Im Gemeindelexikon für die Provinz Rheinland werden für 1885 sechs Wohnhäuser mit 53 Einwohnern angegeben. Der Ort gehörte zu dieser Zeit zur Landgemeinde Neuhückeswagen innerhalb des Kreises Lennep. 1895 besitzt der Ort sechs Wohnhäuser mit 44 Einwohnern, 1905 vier Wohnhäuser und 27 Einwohner.

## Wander- und Radwege
Folgende Wanderwege tangieren den Ort bzw. beginnen am Wanderparkplatz Grünestraße:
- Der Ortswanderweg ━ von Purd zur Wiebachvorsperre der Wuppertalsperre bzw.
- die Ortsrundwanderwege A3 ins Purder Bachtal (um den Burgberg (282 m) mit Ringwall), sowie  A4 und A6 (Schneppenthaler Bachtal und Mohlsbachtal).

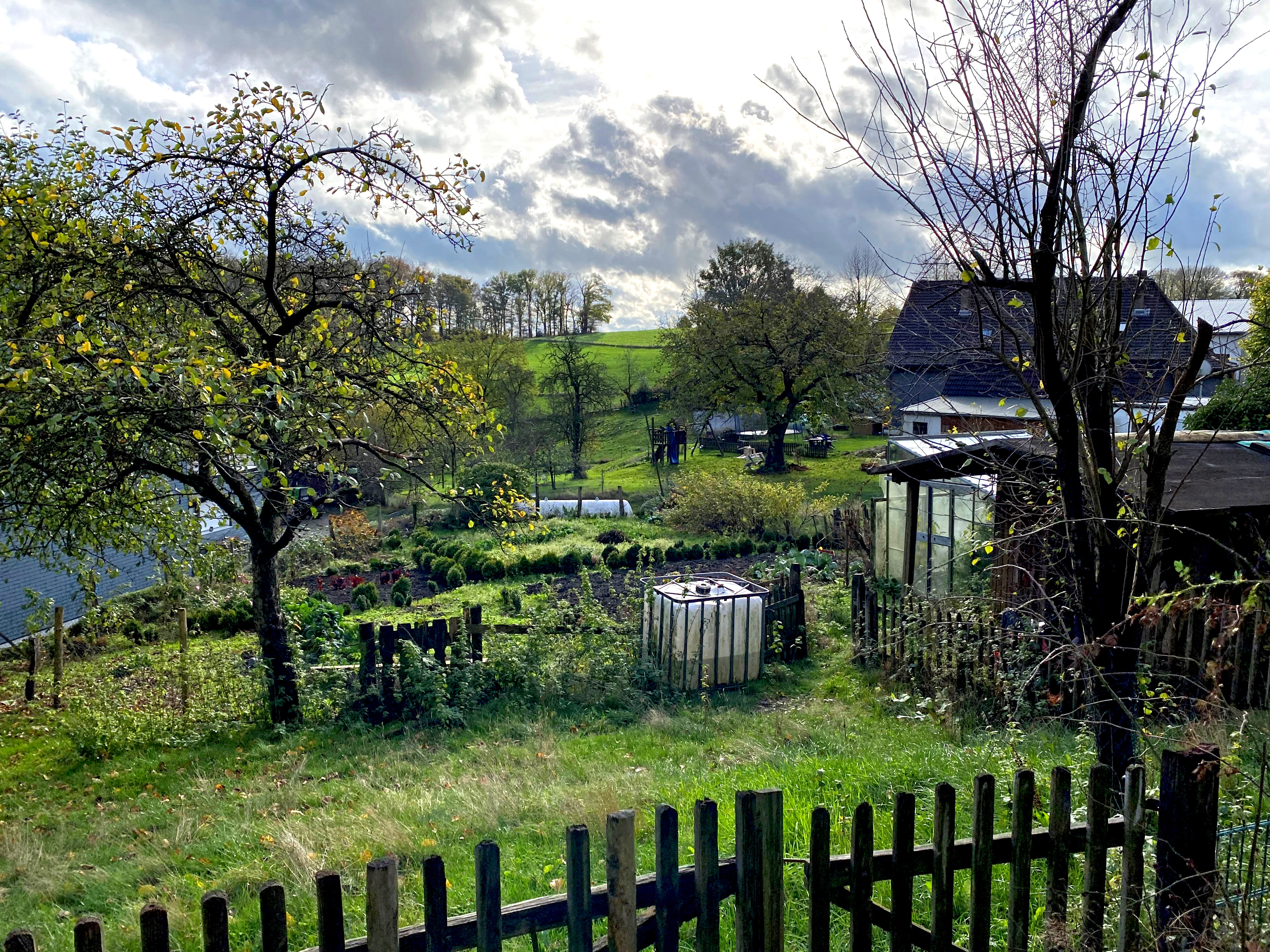
Nutzgärten in Altenholte
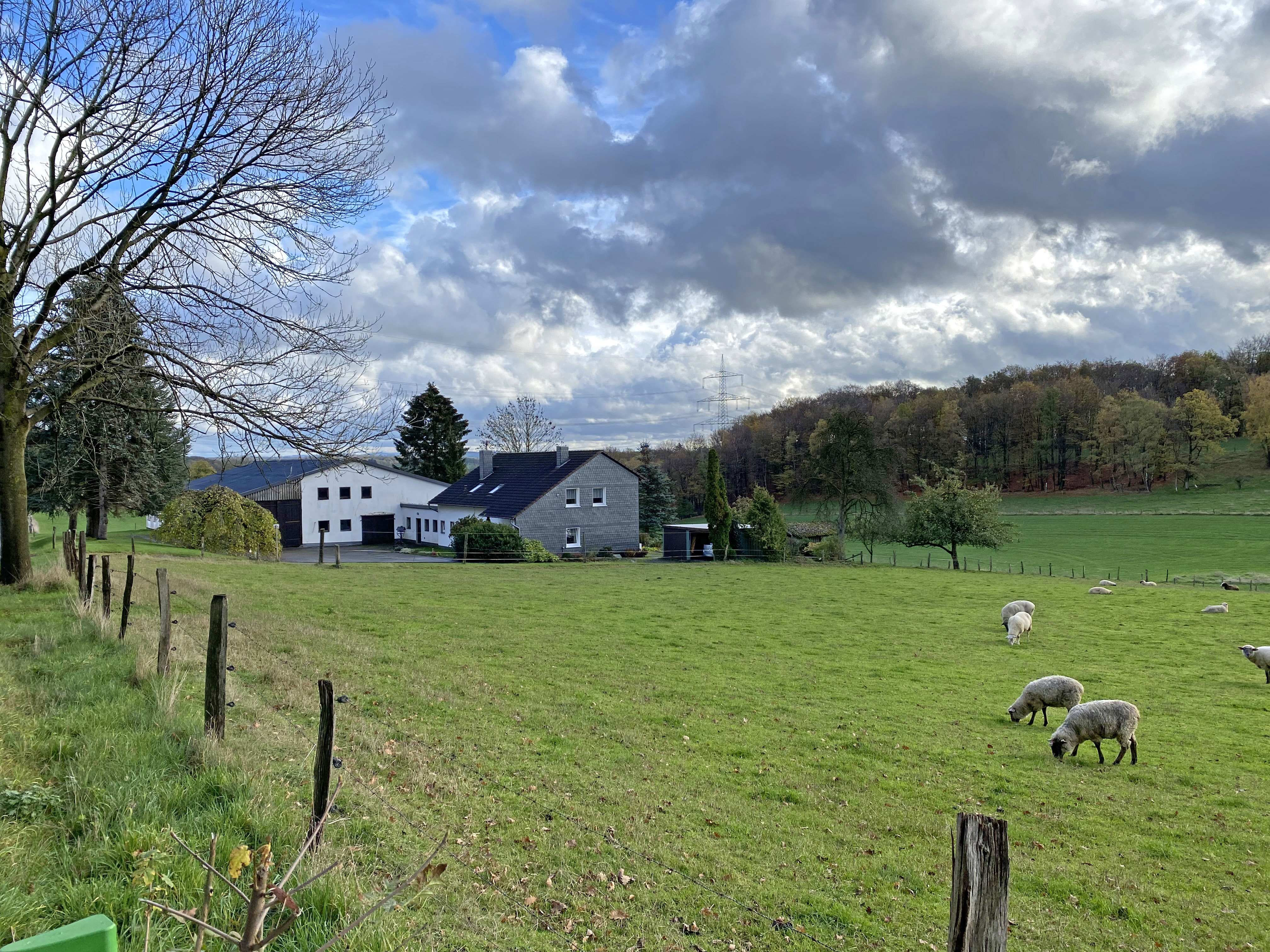
Schafweide und Aussiedlerhof